# Estrilda
Estrilda là một chi chim trong họ Estrildidae.

## Hình ảnh

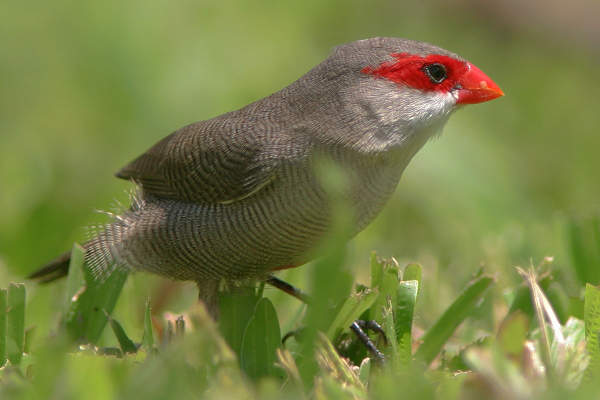
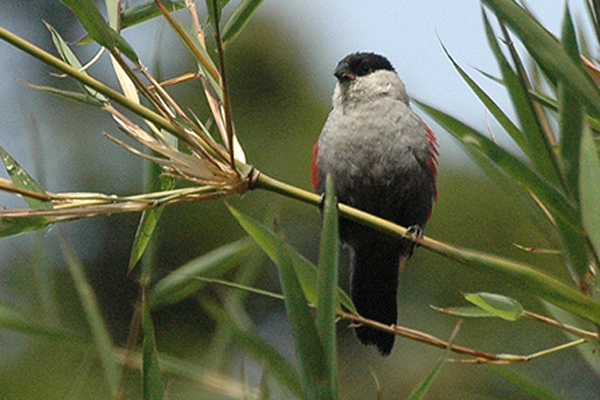
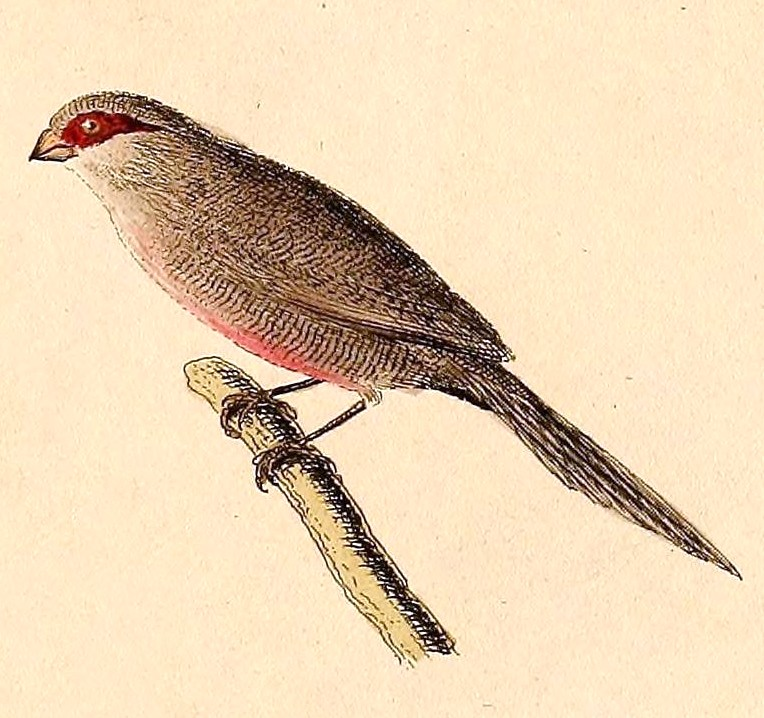
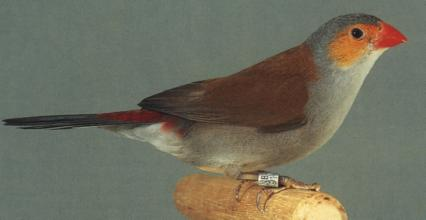

- Tập tin:Flickr - Dario Sanches - BICO-DE-LACRE (Estrilda astrild) (1).jpg